# Jordana Brewster
Jordana Brewster, född 26 april 1980 i Panama City, Panama, är en brasiliansk-amerikansk skådespelare. Brewster föddes i Panama men växte upp i London. Familjen flyttade tillbaka till hennes mors hemland Brasilien när hon var sex år gammal. Hennes farfar, Kingman Brewster, var rektor vid Yale University.

## Filmografi (i urval)
- 1998 – The Faculty
- 1999 – The '60s
- 2001 – The Fast and the Furious
- 2001 – The Invisble Circus
- 2004 – D.E.B.S.
- 2005 – Chasin Fate
- 2006 – The Texas Chainsaw Massacre: The Beginning
- 2006 – Annapolis
- 2007 – Chuck
- 2009 – Fast and Furious
- 2011 – Fast & Furious 5
- 2013 – Fast & Furious 6

• 2014 - American Heist
- 2015 – Furious 7
- 2021 – Fast & Furious 9
- 2023 – Fast X
- 2025 – Heart Eyes
- 2025 – Fast X: Part 2